# خالص‌سازی پروتئین
خالص‌سازی پروتئین (به انگلیسی: Protein purification) به مجموعه ای از فرایندها گفته می‌شود که در آن یک یا تعداد اندکی از پروتئین‌ها از یک ترکیب پیچیده (که ممکن است سلول، بافت یا موجود زنده کامل باشد) خالص می‌شود.
برای این که بتوانیم عملکردها، ویژگی‌های ساختاری و برهمکنش‌های پروتئین مورد نظرمان را دریابیم ابتدا لازم است تا آن را خالص کنیم. در فرایند خالص‌سازی قسمت پروتئینی و غیرپروتئینی از یکدیگر جدا می‌شوند. بیشترین چالش مربوط به زمانی است که می‌خواهیم پروتئین مورد نظر را از سایر پروتئین‌ها جداسازی کنیم.
مراحل خالص‌سازی معمولاً به اندازه پروتئین، ویژگی‌های فیزیکی وشیمیایی، تمایل اتصالی و فعالیت بیولوژی پروتئین مورد نظر بستگی دارد. محصول نهایی فرایند تخلیص، پروتئین جداسازی شده(protein isolate) نام دارد.

## هدف
خالص‌سازی پروتئین با دو هدف مقایسه (preparative) یا آنالیتیک (analytical) انجام می‌شود. هدف از خالص‌سازی مقایسه ای، دست یافتن به حجم زیادی از پروتئین خالص به منظور استفاده از آن در مراحل بعدی است.
تولید محصولات تجاری از قبیل آنزیم‌ها (مانند آنزیم لاکتوز)، پروتئین‌های غذایی (مانند پروتئین تخلیص شده سویا) و برخی از زیست داروها (مانند انسولین) از این دسته هستند.
در خالص‌سازی آنالیتیکال، مقدار کمی پروتئین خالص می‌شود و از آن برای تحقیقات و بررسی‌های تحلیلی همچون شناسایی، مقدارسنجی، مطالعه ساختار پروتئین، تغییرات پس از ترجمه و عملکرد پروتئین استفاده می‌گردد. پپسین (Pepsin) و اوره آز (urease) اولین پروتئین‌هایی بودند که به خوبی خالص شدند. درجه خالص‌سازی این پروتئین‌ها به حدی مطلوب بود که تعیین ساختار کریستالی آن‌ها نیز ممکن گردید.

## مراحل مقدماتی

### استخراج
اگر پروتئین مورد نظر، توسط میکروارگانیسم‌ها به محیط اطراف آزاد نشود، در این صورت اولین مرحله خالص‌سازی، شکستن سلول‌های واجد پروتئین است. بر اساس میزان شکنندگی پروتئین‌ها و پایداری سلول می‌توان از یکی از روش‌های زیر استفاده کرد:
1. فریز کردن و ذوب کردن پی در پی
2. سونیکاسیون (sonication)
3. هموژنیزه کردن تحت فشار بالا
4. هموژنیزه کردن از راه سنگ زنی (bead mill)
5. نفوذپذیر کردن با استفاده از مواد شوینده (مانند تریتون X-100) یا آنزیم‌ها (مانند لیزوزیم).[۲]

در نهایت با استفاده از سانتریفیوژ، بقایای سلول جدا و دور ریخته می‌شود و پروتئین‌ها به همراه سایر ترکیبات، به صورت محلول در مایع رویی (supernatant) باقی می‌مانند.
پروتئازها نیز همراه با لیز سلولی، آزاد می‌شوند. پروتئازها می‌توانند پروتئین‌های موجود در محلول را تخریب کنند. در صورتی که پروتئین مورد نظر ما نسبت به پروتئازها حساس است، توصیه می‌شود که فرایند به سرعت انجام شود و عصاره سریعاً در دمای پایین قرار گیرد تا سرعت تخریب کاهش یابد. همچنین می‌توان دقیقاً قبل از تخریب سلول‌ها، یک یا چند مهارکننده پروتئازی به بافر لیزکننده (lysis buffer) اضافه کرد. برخی مواقع اضافه کردن DNAse به منظور از بین بردن مقادیر بالای DNA و کاهش ویسکوزیتهٔ سلول‌های لیز شده، ضروری است.

### رسوب دهی
هنگامی که می‌خواهیم مقادیر بالای پروتئین را خالص کنیم معمولاً اولین مرحله، رسوب دهی پروتئین با سولفات آمونیوم است. پس از رسوب دهی، سولفات آمونیوم را می‌توان از طریق کیسه دیالیز حذف کرد. در رسوب دهی، گروه‌های آبگریز پروتئین‌ها در معرض قرار گرفته و با گروه‌های آبگریز پروتئین‌های دیگر تجمع پیدا می‌کنند. رسوب پروتئینی به حدی است که می‌توان آن را دید. از مزایای این روشِ رسوب دهی این است که می‌توان با هزینه ای کم، مقادیر بالای پروتئین را رسوب داد. پس از رسوب دهی با سولفات آمونیوم، محتوای پروتئینی با استفاده از سانتریفیوژ جدا می‌شوند.

## روش‌های خالص‌سازی
انتخاب ابزار و مواد، کلید اصلی در طراحی فرایند خالص‌سازی است. در گیاهان و حیوانات، معمولاً یک پروتئین خاص به‌طور یکسان در سراسر جاندار پخش نشده‌است و برخی از اعضا یا اندام‌های جاندار، غلظت‌های بالاتری از پروتئین مورد نظر را دارا هستند. استفاده از قسمت‌هایی که واجد غلظت‌های بالاتری از پروتئین هستند، حجم مورد نیاز برای بدست آوردن مقدار مشخصی از پروتئین خالص را کاهش می‌دهد. اگر مقدار تولید پروتئین ناچیز باشد، دانشمندان از تکنیک دی ان ای نوترکیب به منظور ایجاد تغییرات در سلول و افزایش مقدار پروتئین تولیدی استفاده می‌کنند.
در خالص‌سازی آنالیتیکال به‌طور کلی از ۳ ویژگی برای جداسازی پروتئین‌ها استفاده می‌شود:
1. جداسازی پروتئین‌ها از طریق وارد کردن آن‌ها در یک ژل (pH graded gel) یا ستون تعویض یونی
2. جداسازی پروتئین‌ها بر اساس اندازه یا وزن مولکولیشان که به این منظور از کروماتوگرافی تعویض اندازه (size exclusion chromatography) یا SDS-PAGE استفاده می‌شود.
3. جداسازی پروتئین‌ها بر اساس میزان قطبیت و آبگریزشان از طریق کروماتوگرافی مایع با کارایی بالا (high performance liquid chromatography) یا کروماتوگرافی فاز معکوس (reversed-phase chromatography).

معمولاً در دستورالعمل‌های خالص‌سازی یک پروتئین، یک یا چند مرحله کروماتوگرافی وجود دارد. روش ابتدایی در کروماتوگرافی این است که ستون کروماتوگرافی را با مواد مختلفی پر می‌کنند تا بستری نیمه جامد به دست آید. سپس مایعی را که حاوی پروتئین مورد نظر است از این ستون عبور می‌دهند. پروتئین‌های مختلف به صورت‌های مختلفی با ماده درون ستون برهمکنش می‌کنند و در نتیجه می‌توانند بر اساس زمانی که برای خروج از سمت دیگر ستون نیاز است، از سایر پروتئین‌ها جدا شوند. معمولاً برای تشخیص پروتئینی که از سمت دیگر ستون بیرون می‌آید، جذب آن در ۲۸۰ نانومتر توسط دستگاه استپکتروفوتومتری خوانش می‌شود.
روش‌های کروماتوگرافی بسیاری وجود دارد که از آن جمله می‌توان کروماتوگرافی سایز اکسکلوژن (Size exclusion chromatography)، کروماتوگرافی هیدروفوبیک اینتراکشن ((Hydrophobic interaction chromatography، کروماتوگرافی تعویض یونی (Ion exchange chromatography) و کروماتوگرافی تمایلی (Affinity chromatography) را نام برد.

## تغلیظ کردن پروتئین خالص شده
پس از خالص‌سازیِ پروتئین، معمولاً نیاز است تا پروتئین تغلیظ شود. روش‌های مختلفی برای این کار وجود دارد:

### لیوفیلیزه کردن(Lyophilization)
اگر محلول حاوی پروتئین مورد نظر، فاقد هر گونه ترکیب دیگری باشد، می‌توان آن را لیوفیلیزه (خشک) کرد. لیوفیلیزاسیون معمولاً پس از انجام کروماتوگرافی مایع با کارایی بالا انجام می‌شود. با این کار، رسوب که حاوی پروتئین خالص است، در انتهای ظرف باقی می‌ماند.

### اولترافیلتراسیون
در اولترافیلتراسیون با استفاده از غشاهایی که نفوذپذیری انتخابی دارند، پروتئین تغلیظ می‌شود. این غشا به آب و مولکول‌های کوچک اجازه عبور می‌دهد. در حالی که پروتئین امکان عبور از غشا را ندارد. محلول حاوی پروتئین از طریق یک پمپ مکانیکی، فشار گازی یا سانتریفیوژ، به سمت غشا هل داده می‌شود.

## ارزیابی محصول خالص شده
متداول‌ترین روش به منظور بررسی فرایند تخلیص، انجام SDS-PAGE برای نمونه‌های مراحل مختلف تخلیص است.
در این روش، تشخیص پروتئین‌هایی با وزن مولکولی مشابه نیز ممکن می‌شود. اگر پروتئین یک ویژگی اسپکتروسکوپی متمایز یا یک فعالیت آنزیمی خاص داشته باشد، از آن ویژگی می‌توان جهت شناسایی و تعیین مقدار آن پروتئین استفاده کرد.
اگر علیه پروتئین مورد نظر، آنتی‌بادی وجود داشته باشد، می‌توان از تکنیک وسترن بلات (western blotting) و الایزا (ELISA) برای تشخیص و تعیین مقدار پروتئین مورد نظر استفاده کرد. برخی از پروتئین‌ها عملکرد رسپتوری دارند. این پروتئین‌ها را می‌توان در مراحل خالص‌سازی با استفاده از تست سنجش اتصال به لیگاند (ligand binding assay) شناسایی کرد.